# لويس بريدن
لويس بريدن (بالإنجليزية: Louis Breeden)‏ هو لاعب كرة قدم أمريكية أمريكي، ولد في 26 أكتوبر 1953 في هاملت في الولايات المتحدة.

## وصلات خارجية
- لويس بريدن على موقع مرجع كرة القدم المحترفة.كوم (الإنجليزية)